# Joe Frazier
Joseph William Frazier (Beaufort, Carolina del Sur, 12 de enero de 1944-Filadelfia, 7 de noviembre de 2011) fue medallista de oro en los Juegos Olímpicos de Tokio 1964 y campeón mundial de boxeo en la categoría de peso pesado. Fue profesional desde 1965 hasta 1976, aunque volvió para un combate en 1981 enfrentando a Floyd Cummings.
Durante su carrera derrotó a boxeadores como Jerry Quarry, Oscar Bonavena, Buster Mathis, Eddie Machen, Doug Jones, George Chuvalo, Jimmy Ellis y sobre todo a Muhammad Ali en la que se llamó la "Pelea del siglo" en 1971. Dos años más tarde perdió su título ante George Foreman, ganó a Joe Bugner y perdió en la revancha ante Ali. Tuvo otra oportunidad de ganar el título mundial en el tercer enfrentamiento ante Ali en 1975, pero tuvo que retirarse en el décimo cuarto asalto. Se retiró en 1976 tras volver a perder ante Foreman, aunque retornó en 1981 para empatar ante Floyd Cummings. La International Boxing Research Organization (IBRO) lo ha clasificado entre los 10 mejores pesos pesados de la historia. También está incluido en el Salón Internacional de la Fama del Boxeo y en el Salón Mundial de la Fama del Boxeo.
Su estilo fue habitualmente comparado al de Henry Armstrong y en ocasiones con el de Rocky Marciano. Era un boxeador pequeño pero duro, que agobiaba a sus oponentes con gran cantidad de golpes, incluyendo su famoso gancho de izquierda, con el que derribó a Ali. Después de retirarse apareció en varias películas de Hollywood y en dos episodios de The Simpsons. Entrenó a su hijo Marvis, que llegó a ser boxeador, pero no pudo seguir los éxitos de su padre tras ser derrotado por Larry Holmes y Mike Tyson. Continuó entrenando boxeadores en su gimnasio de Filadelfia hasta que le fue diagnosticado un cáncer de hígado en septiembre de 2011.

## Inicios
Nacido en una familia pobre, Frazier abandonó la escuela a los 13 años de edad para trabajar y a los 16 empezó como aprendiz en una carnicería de Filadelfia. Deseoso de perder peso, se dedicó a la práctica del boxeo pero este pasatiempo se convirtió paulatinamente en una carrera deportiva debido a su inmenso talento. Partidario del duro entrenamiento se ganó el apodo de Smoking Joe porque sus entrenadores afirmaban que Frazier seguía entrenando en el gimnasio "hasta que saliera humo (en inglés, "smoke") de sus guantes".
Ya establecido como boxeador aficionado, ganó los Guantes de Oro del Atlántico en el peso pesado en 1962, 1963 y 1964. Durante estos tres años sólo fue derrotado en una ocasión ante Buster Mathis. Esa derrota se produjo en las pruebas de acceso a los Juegos Olímpicos de Tokio 1964 celebradas en Estados Unidos en verano de 1964. Mathis se lesionó y no pudo acudir a la cita olímpica por lo que Frazier lo sustituyó. Noqueó a George Oywello de Uganda en el primer asalto, a Athol McQueen de Australia a los 40 segundos del tercer asalto y alcanzó las semifinales ante el ruso Vadim Yemelyanov. Durante el combate sintió un fuerte dolor en la mano izquierda, pero continuó golpeando a su rival hasta que la esquina del ruso arrojó la toalla a 1:49 del segundo asalto. No comentó con nadie que se había roto el pulgar y lo metió en agua caliente y sales. Disputó la final ante un mecánico alemán, Hans Huber. Durante el combate usó más de lo habitual su derecha, y en alguna ocasión su gancho de izquierda, ganando finalmente por decisión de tres de los cinco jueces y siendo de los pocos estadounidenses en lograrlo.

## Carrera pugilística
Tras su llegada a Estados Unidos con la medalla olímpica, su entrenador Yancey "Yank" Durham consiguió la ayuda económica de Cloverlay, un grupo de hombres de negocios entre los que se encontraba Larry Merchant. Gracias a eso pudo dedicarse a tiempo completo a entrenar. Durham fue su entrenador y mánager hasta su muerte en agosto de 1973. En 1965 pasó al profesionalismo, derrotando a Woody Goss por nocaut técnico en el primer asalto. Ese mismo año ganó otros tres combates antes del tercer asalto. En el segundo ante Mike Bruce fue derribado y recibió una cuenta de ocho por el árbitro Bob Polis. Sin embargo se repuso y ganó en el tercer asalto.
En 1966, cuando la carrera de Frazier estaba en aumento Durham se puso en contacto con el entrenador de Los Ángeles Eddie Futch ya que tenía una gran reputación. Sus once primeros combates fueron antes del límite, pero entonces se enfrentó al argentino Oscar Bonavena, que resistió los diez asaltos. Disciplinado y lacónico, Frazier se especializó en asestar ganchos con su potente puño derecho, a pesar de que su mayor habilidad estaba en el puño izquierdo, lo cual sorprendía a sus rivales. Destacaba también por su excepcional agilidad, combinada con fuerza y potencia en la pegada a pesar de que su estatura era baja en comparación a otros pesos pesados.
En 1968 Frazier fue reconocido como campeón mundial por la Comisión de Boxeo de Nueva York, entidad que pactó un encuentro entre Frazier y Buster Mathis para designar al reemplazante de Muhammad Ali, a quien se le había despojado del título por negarse a servir en el ejército. El resultado fue a favor de Frazier por nocaut. Sin embargo, el título no tenía reconocimiento a nivel mundial, por lo que Frazier tuvo que derrotar a Jimmy Ellis en 1971 para convertirse en el campeón indiscutido de la categoría, adjudicándose los cetros del Consejo Mundial de Boxeo y la Asociación Mundial de Boxeo. Aunque los perdió el 22 de enero de 1973 en Kingston, Jamaica, ante George Foreman. Tras la muerte de su entrenador, Futch se convirtió en su entrenador principal, pero a la vez entrenaba a Ken Norton, que en marzo de 1973 había roto la mandíbula a Muhammad Ali, derrotándolo por decisión. En la revancha disputada en septiembre, Norton perdió, y los mánager de Norton (Robert Biron y Aaron Rivkind) exigieron a Futch que escogiese entre los dos, decantándose por Frazier.

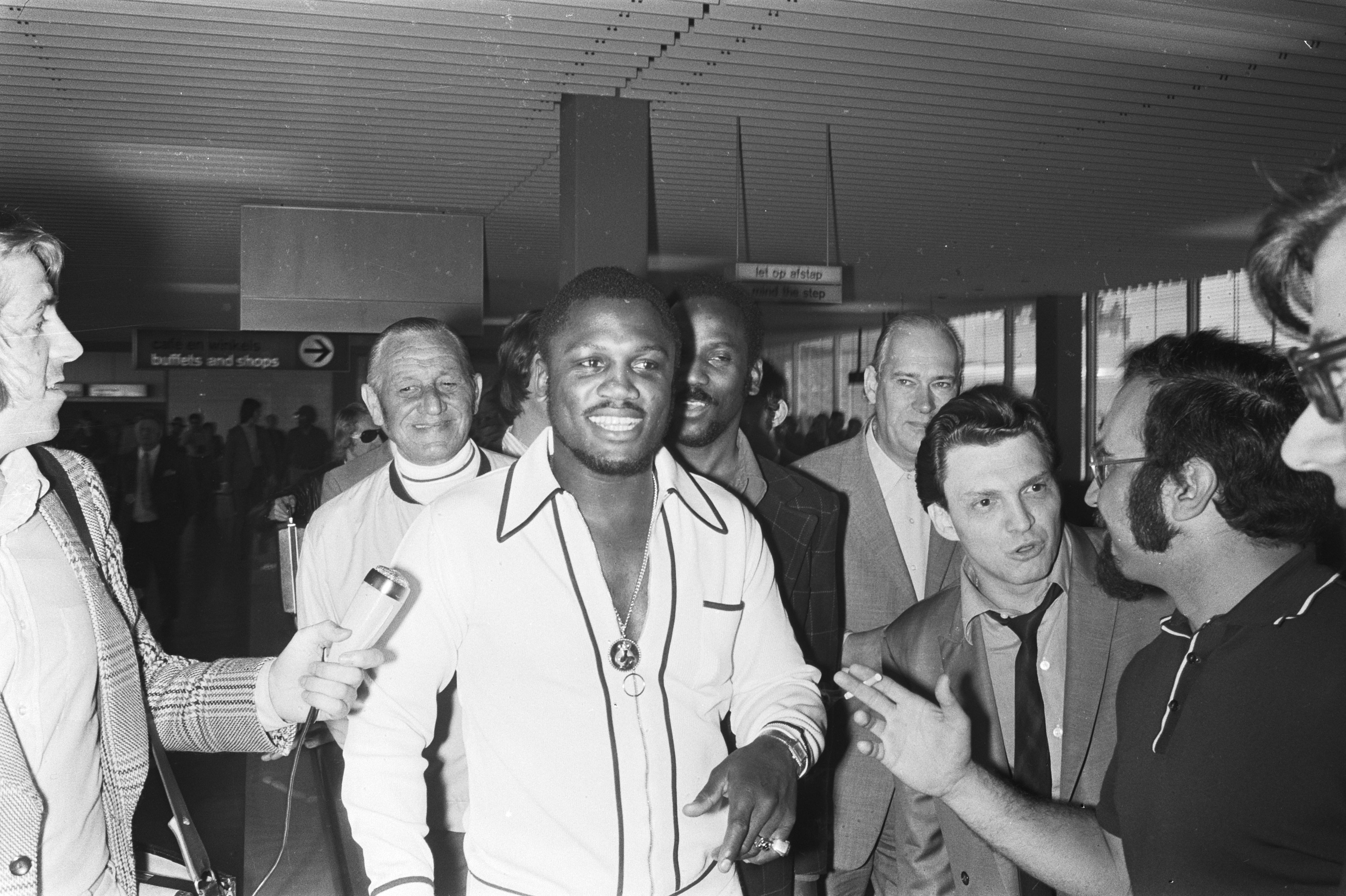
Frazier durante una entrevista.

Ali tenía problemas con el gobierno de Estados Unidos por negarse a prestar servicio militar durante la Guerra de Vietnam, lo cual le generó un impedimento legal para pelear. Frazier solicitó formalmente al presidente de Estados Unidos, Richard M. Nixon, que se suprimiera el castigo a Ali para poder enfrentarlo, en tanto Frazier estaba convencido de que su título mundial sólo quedaría consagrado sin dudas después que venciera a Ali.
El 8 de marzo de 1971 en el Madison Square Garden de Nueva York se libró así el primer combate entre Frazier y Ali, el cual fue denominado como "La pelea del siglo"; Ali hizo gala de sus mejores golpes pero Frazier logró neutralizarlo, en medio de la enorme expectación de los aficionados. Frazier derribó a Ali y fue superior durante la mayor parte del combate, siendo el ganador por puntos en decisión unánime del jurado.
Ambos volverían a enfrentarse el 28 de enero de 1974 nuevamente en el Madison Square Garden de Nueva York. En esta oportunidad, la victoria fue para Ali por decisión unánime del jurado.
Tras las dos peleas previas entre Ali y Frazier la prensa boxística mostró mayor entusiasmo por esta nueva lucha, más aún cuando ambos rivales mostraban personalidades, imagen pública, y estilos, muy diferentes, basados en el simbolismo de la rebeldía y exuberancia mediática de Ali (famoso por sus fanfarronadas) en contraste con la seriedad y lacónica agresividad de Frazier.
El tercer combate entre Muhammad Ali y Joe Frazier se realizó en Manila, la capital de Filipinas, el 1 de octubre de 1975 y fue publicitado como The Thrilla in Manila, siendo considerado por muchos expertos como el mejor combate de boxeo de la historia, que terminó con otro triunfo para Ali por retiro de Frazier después del décimo cuarto asalto, después de una pelea donde Frazier (ya con un ojo lesionado y otro ensangrentado) luchaba casi a ciegas tras una feroz golpiza de Ali, quien hizo volar el protector dental de Frazier hacia las tribunas.
La lucha de Manila acabó cuando Eddie Futch, el entrenador de Frazier, demandó parar la lucha al notar que su dirigido tenía graves lesiones en el rostro y estaba balbuceando incoherencias. El propio Muhammad Ali sufrió duramente con los golpes de Frazier y estaba cerca del límite de sus fuerzas al cesar la pelea, al extremo de gritar a sus asistentes para que le quitaran los guantes al fin de la lucha, años después Ali reconocería que por los golpes de Frazier "en ese combate ví la muerte muy de cerca". Ambos púgiles sostuvieron un resentimiento mutuo tanto dentro como fuera del cuadrilátero, que permanecería a través de los años. En el año de 1990, Frazier fue ingresado al Salón Internacional de la Fama del Boxeo.

## Últimos años

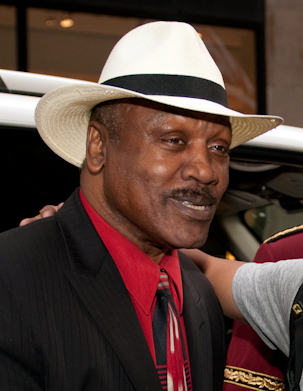
Frazier en 2010.

A pesar de sus enormes logros en el boxeo, a fines de la década de 1980 Frazier había perdido casi toda su fortuna, en tanto sólo sus tres peleas con Ali le habían reportado ganancias de casi seis millones de dólares, sin contar lo obtenido en otras peleas y exhibiciones. Desde fines de la década de 1990 la situación financiera de Frazier se agravó y en sus últimos años terminó viviendo en un apartamento alquilado (por el cual no pagaba renta gracias a la generosidad de un admirador), localizado en el segundo piso de un gimnasio ubicado en una zona pobre de Filadelfia, adonde el excampeón entrenaba a jóvenes boxeadores.
En octubre de 2011 su asesor personal, Leslie Wolff, anunció que Frazier había sido diagnosticado con cáncer de hígado con pocas posibilidades de sobrevivir. Durante sus últimos meses de vida, estuvo recluido en un hogar para enfermos terminales en Filadelfia, donde falleció el 7 de noviembre de 2011.

## Frazier en la cultura popular
- En los años 70 fundó el grupo musical Joe Frazier and the Knockouts. Grababa discos en Filadelfia, en Contempo y Jobo records y su mayor éxito fue su versión de Knock on wood, de Eddie Floyd.[17]

- Es nombrado en el primer verso de la canción 'Protect ya Neck' de Wu-Tang Clan.[18]

## Récord profesional
| 32 Ganadas (27 knockouts, 5 decisiones), 4 Derrotas (3 knockouts, 1 decisión), 1 Empate |        |                  |      |         |            |                                                                        |                                                                                                   |
| Res.                                                                                    | Récord | Rival            | Tipo | Round   | Día        | Lugar                                                                  | Notas                                                                                             |
| Victoria                                                                                | 1–0    | Woody Goss       | TKO  | 1 (6)   | 16/08/1965 | Convention Hall, Filadelfia, Pensilvania, Estados Unidos               |                                                                                                   |
| Victoria                                                                                | 2–0    | Mike Bruce       | TKO  | 3 (6)   | 20/09/1965 | Convention Hall, Filadelfia, Pensilvania, Estados Unidos               |                                                                                                   |
| Victoria                                                                                | 3–0    | Ray Staples      | TKO  | 2 (6)   | 28/09/1965 | Arena, Filadelfia, Pensilvania, Estados Unidos                         |                                                                                                   |
| Victoria                                                                                | 4–0    | Abe Davis        | KO   | 1 (8)   | 11/11/1965 | Hotel Philadelphia Auditorium, Filadelfia, Pensilvania, Estados Unidos |                                                                                                   |
| Victoria                                                                                | 5–0    | Mel Turnbow      | KO   | 1 (8)   | 17/01/1966 | Convention Hall, Filadelfia, Pensilvania, Estados Unidos               |                                                                                                   |
| Victoria                                                                                | 6–0    | Dick Wipperman   | TKO  | 5 (8)   | 04/03/1966 | Madison Square Garden, Nueva York, Nueva York, Estados Unidos          |                                                                                                   |
| Victoria                                                                                | 7–0    | Charley Polite   | TKO  | 2 (10)  | 04/04/1966 | Arena, Filadelfia, Pensilvania, Estados Unidos                         |                                                                                                   |
| Victoria                                                                                | 8–0    | Don Smith        | KO   | 3 (10)  | 28/04/1966 | Convention Hall, Pittsburgh, Pensilvania, Estados Unidos               |                                                                                                   |
| Victoria                                                                                | 9–0    | Chuck Leslie     | KO   | 3 (10)  | 19/05/1966 | Olympic Auditorium, Los Ángeles, California, Estados Unidos            |                                                                                                   |
| Victoria                                                                                | 10–0   | Memphis Al Jones | KO   | 1 (10)  | 26/05/1966 | Olympic Auditorium, Los Ángeles, California, Estados Unidos            |                                                                                                   |
| Victoria                                                                                | 11–0   | Billy Daniels    | RTD  | 6 (10)  | 25/07/1966 | Convention Hall, Filadelfia, Pensilvania, Estados Unidos               |                                                                                                   |
| Victoria                                                                                | 12–0   | Oscar Bonavena   | MD   | 10      | 21/09/1966 | Madison Square Garden, Nueva York, Nueva York, Estados Unidos          |                                                                                                   |
| Victoria                                                                                | 13–0   | Eddie Machen     | TKO  | 10 (10) | 21/11/1966 | Olympic Auditorium, Los Ángeles, California, Estados Unidos            |                                                                                                   |
| Victoria                                                                                | 14–0   | Doug Jones       | KO   | 6 (10)  | 21/02/1967 | Arena, Filadelfia, Pensilvania, Estados Unidos                         |                                                                                                   |
| Victoria                                                                                | 15–0   | Jefferson Davis  | TKO  | 5 (10)  | 11/04/1967 | Auditorium, Miami Beach, Florida, Estados Unidos                       |                                                                                                   |
| Victoria                                                                                | 16–0   | George Johnson   | UD   | 10      | 04/05/1967 | Olympic Auditorium, Los Ángeles, California, Estados Unidos            |                                                                                                   |
| Victoria                                                                                | 17–0   | George Chuvalo   | TKO  | 4 (10)  | 19/07/1967 | Madison Square Garden, Nueva York, Nueva York, Estados Unidos          |                                                                                                   |
| Victoria                                                                                | 18–0   | Tony Doyle       | TKO  | 2 (10)  | 17/10/1967 | Spectrum, Filadelfia, Pensilvania, Estados Unidos                      |                                                                                                   |
| Victoria                                                                                | 19–0   | Marion Connor    | TKO  | 3 (10)  | 18/12/1967 | Boston Garden, Boston, Massachusetts, Estados Unidos                   |                                                                                                   |
| Victoria                                                                                | 20–0   | Buster Mathis    | TKO  | 11 (15) | 04/03/1968 | Madison Square Garden, Nueva York, Nueva York, Estados Unidos          | Gana título vacante NYSAC peso pesado.                                                            |
| Victoria                                                                                | 21–0   | Manuel Ramos     | TKO  | 2 (15)  | 24/06/1968 | Madison Square Garden, Nueva York, Nueva York, Estados Unidos          | Retiene título NYSAC peso pesado.                                                                 |
| Victoria                                                                                | 22–0   | Oscar Bonavena   | UD   | 15      | 10/12/1968 | Spectrum, Filadelfia, Pensilvania, Estados Unidos                      | Retiene título NYSAC peso pesado.                                                                 |
| Victoria                                                                                | 23–0   | Dave Zyglewicz   | KO   | 1 (15)  | 22/04/1969 | Sam Houston Coliseum, Houston, Texas, Estados Unidos                   | Retiene título NYSAC peso pesado.                                                                 |
| Victoria                                                                                | 24–0   | Jerry Quarry     | TKO  | 7 (15)  | 23/06/1969 | Madison Square Garden, Nueva York, Nueva York, Estados Unidos          | Retiene título NYSAC peso pesado. Pelea del año.                                                  |
| Victoria                                                                                | 25–0   | Jimmy Ellis      | TKO  | 5 (15)  | 16/02/1970 | Madison Square Garden, Nueva York, Nueva York, Estados Unidos          | Gana título vacante CMB y AMB y retiene título NYSAC peso pesado.                                 |
| Victoria                                                                                | 26–0   | Bob Foster       | KO   | 2 (15)  | 18/11/1970 | Cobo Arena, Detroit, Míchigan, Estados Unidos                          | Retiene título CMB y AMB peso pesado .                                                            |
| Victoria                                                                                | 27–0   | Muhammad Ali     | UD   | 15      | 08/03/1971 | Madison Square Garden, Nueva York, Nueva York, Estados Unidos          | Retiene título CMB , AMB y gana título The Ring peso pesado.Pelea del año y pelea del centenario. |
| Victoria                                                                                | 28–0   | Terry Daniels    | TKO  | 4 (15)  | 15/01/1972 | Rivergate Auditorium, Nueva Orleans, Luisiana, Estados Unidos          | Retiene título The Ring, CMB y AMB peso pesado.                                                   |
| Victoria                                                                                | 29–0   | Ron Stander      | TKO  | 5 (15)  | 25/05/1972 | Civic Auditorium, Omaha, Nebraska, Estados Unidos                      | Retiene título The Ring, CMB y AMB peso pesado.                                                   |
| Derrota                                                                                 | 29–1   | George Foreman   | TKO  | 2 (15)  | 22/01/1973 | National Stadium, Kingston, Jamaica                                    | Pierde título The Ring, CMB y AMB peso pesado.                                                    |
| Victoria                                                                                | 30–1   | Joe Bugner       | PTS  | 12      | 02/07/1973 | Earls Court Arena, Kensington, Londres, Inglaterra, Reino Unido        |                                                                                                   |
| Derrota                                                                                 | 30–2   | Muhammad Ali     | UD   | 12      | 28/01/1974 | Madison Square Garden, Nueva York, Nueva York, Estados Unidos          | Pelea por título NABF peso pesado.                                                                |
| Victoria                                                                                | 31–2   | Jerry Quarry     | TKO  | 5 (10)  | 17/06/1974 | Madison Square Garden, Nueva York, Nueva York, Estados Unidos          |                                                                                                   |
| Victoria                                                                                | 32–2   | Jimmy Ellis      | TKO  | 9 (12)  | 02/03/1975 | St Kilda Junction Oval, Melbourne, Victoria, Australia                 |                                                                                                   |
| Derrota                                                                                 | 32–3   | Muhammad Ali     | RTD  | 14 (15) | 01/10/1975 | Araneta Coliseum, Quezon City, Metro Manila, Philippines               | Pelea por título The Ring, CMB y AMB peso pesado. Pelea del año.                                  |
| Derrota                                                                                 | 32–4   | George Foreman   | TKO  | 5 (12)  | 15/06/1976 | Nassau Coliseum, Uniondale, Nueva York, Estados Unidos                 | Pelea por título NABF peso pesado.                                                                |
| Empate                                                                                  | 32-4-1 | Floyd Cummings   | MD   | 10      | 03/10/1981 | International Amphitheatre, Chicago, Illinois, EE. UU.                 |                                                                                                   |